# 西區海底隧道 (雪梨)
西區海底隧道（英語：Western Harbour Tunnel）是澳洲新南威爾斯州雪梨的一條建造中的行車隧道。其為六線雙隧道，全長6.5（4.0英里），從Cammeray延伸至羅些，從下方穿過雪梨港，預計2028年竣工。
隧道開通後將成為M8公路的一部分。預計耗資140億澳元。

## 外部連結
- Western Harbour Tunnel and Beaches Link Project Information （页面存档备份，存于） Transport for NSW
- Western Harbour Tunnel interactive portal （页面存档备份，存于） Transport for NSW